# Pasteur Ntumi
Le Révérend Pasteur Ntumi, de son nom de naissance Frédéric Bintsamou, est un pasteur, chef de milice et homme politique congolais né le 29 août 1964 à Brazzaville d'ethnie Lari. « Ntumi » signifie « messager » en lari.
Il a dirigé de 1998 à 2005 les « Ninjas » engagés dans une guerre civile contre Denis Sassou Nguesso, présentée comme la « guerre de libération du Pool ». Entre 2007 et 2016, il a participé à la vie politique du pays, avant de devoir à nouveau prendre le maquis après l'élection présidentielle de mars 2016.

## Biographie
Frédéric Bintsamou est né à Makélékélé, dans le sud de Brazzaville.
Dans les années 1990, le pasteur recueillait les handicapés mentaux dans les rues de Brazzaville et les soignait.
En 1997, âgé de 33 ans, la guerre civile a éclaté dans la capitale et le pasteur dit avoir eu une révélation de Dieu lui ordonnant de se réfugier dans le département du Pool et d'y préparer les « jeunes » à se défendre contre une invasion militaire. Par « les jeunes », il avait, dans un premier temps, estimé qu'il s'agissait de ses patients. Mais l'ordonnance se précisant et se clarifiant de plus en plus il inclut les Ninjas réfugiés dans la région du Pool.
Il convainc des Ninjas, essentiellement des jeunes originaires des quartiers Bacongo ou Makélékélé de Brazzaville auparavant au service de Bernard Kolélas et désormais traqués par le nouveau pouvoir, des habitants du Pool (d'ethnie Lari) ainsi que son entourage, pour la plupart ses anciens patients et des jeunes désœuvrés, réputés être des fumeurs de drogues, de prendre leur commandement. En 1999, il relance les hostilités.

### La guerre du Pool
Entre 1999 et 2003, les Ninjas de Pasteur Ntumi, les « Ninjas Nsiloulous », participent à la « Guerre du Pool », un conflit de basse intensité prolongeant la guerre civile du Congo-Brazzaville.
Ils sont accusés d'exactions diverses à l'encontre des populations de la région, notamment  de pillages, de viols et de meurtres, particulièrement celui du prêtre spiritain français Jean Guth
Le conflit s'achève en mars 2003.

### Le ralliement au régime de Sassou
En avril 2007, Ntumi a signé un accord avec le gouvernement, par lequel il obtenait un poste de vice-ministre en échange du désarmement de sa milice, forte de 5 000 combattants. Cet accord n'a pu être appliqué immédiatement. Ntumi a enfin occupé son poste de « délégué général chargé de la promotion des valeurs de paix et de la réparation des séquelles de guerre » le 28 décembre 2009.
Candidat du parti politique issu des Ninjas, le Conseil National des Républicains (CNR), il a été élu le 28 septembre 2014 conseiller départemental du Pool dans la circonscription de Mayama.

### La reprise du conflit
Il rejette la révision de la constitution destinée à permettre au président Sassou de se présenter à un mandat supplémentaire et fait campagne pour Guy-Brice Parfait Kolélas, fils de Bernard Kolélas, l’ancien chef des Ninjas, à l'élection présidentielle de mars 2016. Il dénonce le scrutin selon lui truqué qui a permis la victoire du président Denis Sassou Nguesso.
Le gouvernement l'accuse ensuite d'être responsable des affrontements qui ont suivi la proclamation des résultats dans les quartiers sud de Brazzaville (au moins 17 morts). Le président le démet de ses fonctions de délégué général le 6 avril et un mandat d'arrêt est émis contre lui, tandis qu'il se réfugie dans son fief du Pool. Ses partisans reprennent les armes dans le Pool et sont accusés de l'attaque d'un train en septembre 2016 (14 morts).
En décembre 2017, un accord de cessez-le-feu est conclu pour mettre fin aux hostilités dans le Pool. Un des éléments de cet accord est l'abandon du mandat d'arrêt contre Pasteur Ntumi, ce qui suscite l'hostilité d'une partie de la population. Plus de 8 000 armes sont collectées auprès de ses partisans et détruites.
En 2019, le parti de Pasteur Ntumi, le Conseil National des Républicains (CNR), est à nouveau autorisé, après trois ans d'interdiction.